# Szilágyi Sándor (kritikus)
Szilágyi Sándor (Nyíregyháza, 1954. február 10. – 2025. május 22.) magyar fotográfus, fotótörténész, irodalmár, történész és lapszerkesztő.

## Életrajza
Szegeden élt, ott járt a JATE bölcsészkarának magyar–történelem szakára, 1972 és 1975 között, végül az ELTE bölcsészkarán diplomázott 1979-ben. 1978-tól 1985-ig fő szervezője volt a Hétfői Szabadegyetemnek, 1981-től pedig az induló szamizdat Beszélő alapító szerkesztője egészen a rendszerváltásig. Irodalmárként elsősorban Mészöly Miklóssal foglalkozott, 1976-tól pedig Bibó munkásságát kutatta. 1985–86-ban a New York-i New School for Social Research ösztöndíjasa volt, és ez idő alatt kezdett a fotózással foglalkozni. 1989-ben a március 15-ei tévéfoglalás fűződik a nevéhez, és nagy szerepe volt Nagy Imre és társai újratemetésének megszervezésében. A ’90-es években a politizálással fölhagyott, épületfotózással, fotótörténettel és kiállítások szervezésével foglalkozik. Az 1990-es években két kötete jelent meg: Ostinato címmel az esszéi, irodalmi tanulmányai, valamint a Hétfői Szabadegyetem történetét feldolgozó munkája.

## Művei
- Neoavantgárd tendenciák a magyar fotóművészetben 1965-1984; Új Mandátum Könyvkiadó, 2007

## Internetes publikációk
- fotokultura.net Archiválva 2021. június 2-i dátummal a Wayback Machine-ben